# Bácstóváros
Bácstóváros (szerbül Товаришево / Tovariševo, németül Tovarisch) település Szerbiában, a Vajdaságban, a Dél-bácskai körzetben, Palánka községben.

## Fekvése
Újvidéktől északnyugatra, Bácstól délkeletre fekvő település.

## Története
Bácstóváros (Tovariševo) nevét először 1543-ban említették az oklevelekben. Közigazgatásilag a Segedin oszmán szandzsák része volt. A 17. század végére a falu elnéptelenedett, csak a 18. század elején népesült be újra. Vályi András 18. század végi leírásában Tovarisovát egy rác (szerb) faluként szerepelt Bács megyében. Birtokosa ekkor a Magyar Királyi Kamara, lakossága orthodox volt.
A község 1848-ig a Habsburg Magyar Királysághoz tartozó Bács-Bodrog vármegyéhez tartozott. 1848-1849-ben az autonóm szerb Vajdaság, 1849-től 1860-ig a szerb vajdaság és a Temesvári Bánság része, majd 1860-tól a falu ismét Bács-Bodrog vármegyéhez került.
A második világháború végéig a településnek jelentős német lakossága volt, ekkor azonban kitelepítették a németeket, amelyek római katolikus vallásúak voltak. A katolikus templom ma is áll, igen elhagyatott állapotban.

## Népesség

### Demográfiai változások
| 1948 | 1953 | 1961 | 1971 | 1981 | 1991 | 2002 | 2011 |
| ---- | ---- | ---- | ---- | ---- | ---- | ---- | ---- |
| 3639 | 3755 | 3581 | 3381 | 3297 | 3043 | 3102 | 2657 |

## Látnivalók

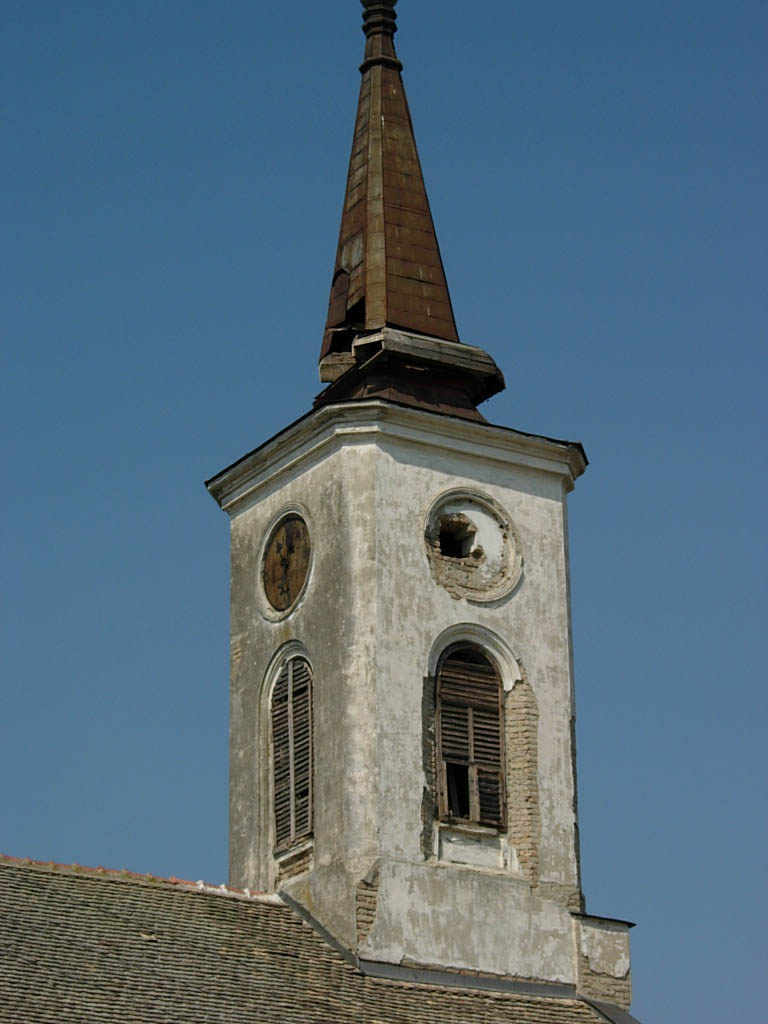
A katolikus templom tornya

- A Borromei Szent Károly római katolikus templom: a plébániát 1868-ban alapították, míg előtte Boróc és Bács leányegyháza volt. A templom védszentje Borromei Szent Károly püspök és templomtanító. A templomot 1882-ben építették, méretei: hossza 23,75 m, szélessége 11,25 m, a hajó magassága 12 m, a torony 37 m magas. Hiányzik a plébánoslakás és nincs harang sem. A templom a második világháborúban nagy mértékben megrongálódott.
- Az ortodox templom: a római katolikus templom szomszédságában található, 1783-1785. között épült

## Ismert emberek
- Itt született 1877. január 25-én Büchler Pál filológus, műfordító.